# Ioannes Alexander Brassicanus
Ioannes Alexander Brassicanus est un écrivain humaniste catholique allemand. Né en 1500 à Cannstatt, il est mort le 25 novembre 1539 à Vienne.

## Biographie
Après des études à l'Université de Tübingen (1514), il y devint professeur de belles-lettres (1517). 
En 1518, il reçoit par Maximilien, le titre de Poète lauréat du Saint-Empire Romain.  En 1524, il devient professeur de rhétorique à l'Université de Vienne.

## Œuvres
On lui doit la publication des Géoponiques, écrites par ordre de Constantin Porphyrogénète, ainsi que : 
- Πᾶν: Omnis (1519)
- Oratio ad principes post obitum Maximiliani (1519)
- Caesar (1519)
- In divum Carolum electum Romanorum regem (1519)
- Institutiones grammaticae elimatissimae (1519)
- Huschelini testamentum (1520)
- In florentissimum principem Ferdinandum Austrium, Stutgardiam nuper ingressum Io. Alexandri Brassicani elegeia gratulatoria; eiusdem in caldum psychrologum disticha, nobiliss. iuueni dn. Christophoro Truchses Baroni ex Waldpurg nuncupata (1522)
- Luciani Samosatensis Traegoediae (1527)